# Platymya antennata
Platymya antennata là một loài ruồi trong họ Tachinidae.